# Mały Faust
Mały Faust (fr. le petit Faust) – trzyaktowa operetka Hervégo do własnego libretta, będącego parodystyczną ripostą na Fausta Charles’a Gounoda oraz Johanna Wolfganga von Goethego. Prapremiera 28 kwietnia 1868. Polska premiera: w teatrze Skarbkowskim 3 grudnia 1890 we Lwowie.

## Osoby
- Faust, nauczyciel – tenor
- Małgorzata, jego uczennica – sopran
- Mefistofeles – sopran

### Akt I
W szkolnej klasie nauczyciel Faust dostrzega niesforną uczennicę Małgorzatę, która najwyraźniej go kokietuje, budząc w nim  uśpionego demona, który przybiera postać Mefistofelesa. Pod wpływem młodzieńczej witalności Małgorzaty, Faust opuszcza z nią szkolne mury i udaje się na wagary.

### Akt II
W podmiejskim ogrodzie niezapominajek dochodzi do cudownego rozmnożenia Małgorzaty, tak że Faust zaczyna mieć kłopot z wyborem, uganiając się wciąż za inną ułudą. Pozostawiona sama sobie, Małgorzata nuci przy maszynie do szycia. Gdy Walenty, jej brat, dochodzi praw siostry, Faust zabija go w pojedynku na stołowe noże.

### Akt III
Ostatecznie Faust ma poślubić Małgorzatę. Gdy ma się posilić odżywczym bulionem przed czekającymi go trudami nocy poślubnej, ukazuje się mu w wazie odbicie zabitego Walentego. Faust wpada do niej i się topi. Trafia do piekła, a za nim Małgorzata, która zmusza go do tańca, który ku jego utrapieniu nie będzie miał końca.